# عادل شيخ
عادل شيخ (12 مارس 1975 بدلهي في الهند - ) هو لاعب كريكت هندي.

## وصلات خارجية
- عادل شيخ على موقع إي آس بي آن كريك إنفو (الإنجليزية)